# 奥恩河畔丰特奈
奥恩河畔丰特奈（法語：Fontenai-sur-Orne，法語發音：[fɔ̃tnɛ syʁ ɔʁn]）是法国奥恩省的一个旧市镇，属于阿让唐区。2018年1月1日，奥恩河畔丰特奈并入相邻的埃库谢莱瓦莱（Écouché-les-Vallées）。

## 地理
奥恩河畔丰特奈（48°43'22"N, 0°4'15"W）面积6.51 平方千米，位于法国诺曼底大区奧恩省，该省份为法国西北部内陆省份，北起顺时针与卡爾瓦多斯省、厄尔省、厄尔-卢瓦省、萨尔特省、马耶讷省和芒什省接壤。
与奥恩河畔丰特奈接壤的市镇（或旧市镇、城区）包括：古莱、唐克、弗勒雷、卢塞、萨尔索、埃库谢莱瓦莱。

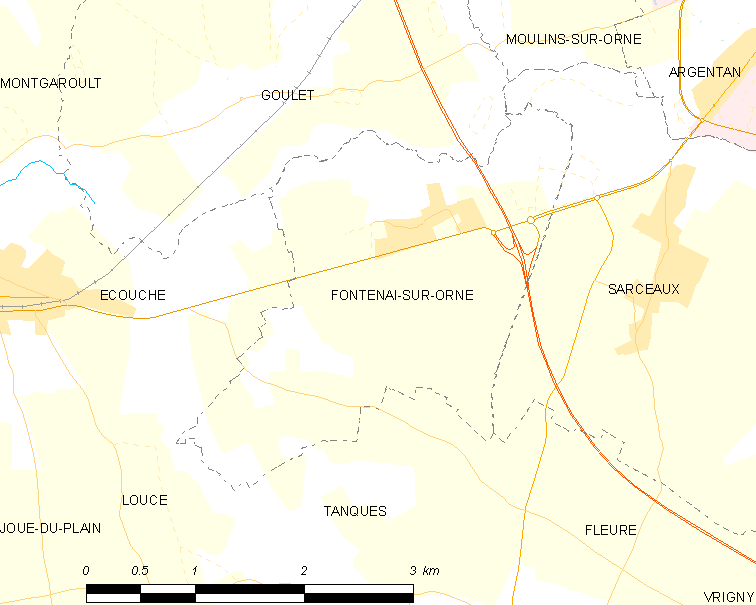
奥恩河畔丰特奈的OSM定位图

奥恩河畔丰特奈的时区为UTC+01:00、UTC+02:00（夏令时）。

## 行政
奥恩河畔丰特奈的邮政编码为61200，INSEE市镇编码为61173。

## 政治
奥恩河畔丰特奈所属的省级选区为阿让唐第一县。

## 人口

1962-2008年间奥恩河畔丰特奈人口变化图示

奥恩河畔丰特奈于2018年1月1日时的人口数量为316人。